# March of the Zapotec/Holland EP
March of the Zapotec/Holland é um duplo EP da banda Beirut, lançado a 17 de Fevereiro de 2009. Enquanto que March of the Zapotec vai incluir música de influência mexicana, Holland vai-se distanciar do som habitual dos Beirut, com uma aproximação à Electrónica e a um projecto anterior de Zach Condon, chamado RealPeople.

## Faixas
Todas as faixas escritas e compostas por Zach Condon. 
| March of the Zapotec |                |         |  |
| N.º                  | Título         | Duração |  |
| 1.                   | "El Zócalo"    | 0:29    |  |
| 2.                   | "La Llorona"   | 3:34    |  |
| 3.                   | "My Wife"      | 2:11    |  |
| 4.                   | "The Akara"    | 3:54    |  |
| 5.                   | "On a Bayonet" | 1:41    |  |
| 6.                   | "The Shrew"    | 3:44    |  |
| Duração total:       | Duração total: | 15:33   |  |

| Realpeople: Holland |                                               |         |  |
| N.º                 | Título                                        | Duração |  |
| 1.                  | "My Night with the Prostitute from Marseille" | 3:07    |  |
| 2.                  | "My Wife, Lost in the Wild"                   | 3:13    |  |
| 3.                  | "Venice"                                      | 4:02    |  |
| 4.                  | "The Concubine"                               | 3:28    |  |
| 5.                  | "No Dice"                                     | 5:24    |  |
| Duração total:      | Duração total:                                | 19:14   |  |